# Almansa
Almansa is een gemeente in de Spaanse provincie Albacete in de regio Castilië-La Mancha met een oppervlakte van 532 km². Almansa telt 24.800 inwoners (1 januari 2016). De plaats ligt 712,8 m boven zeeniveau.
In de omgeving van Almansa vond in 1707 de slag van Almansa plaats, die de ommekeer betekende in de Spaanse Successieoorlog en eindigde in het voordeel van Filips V.

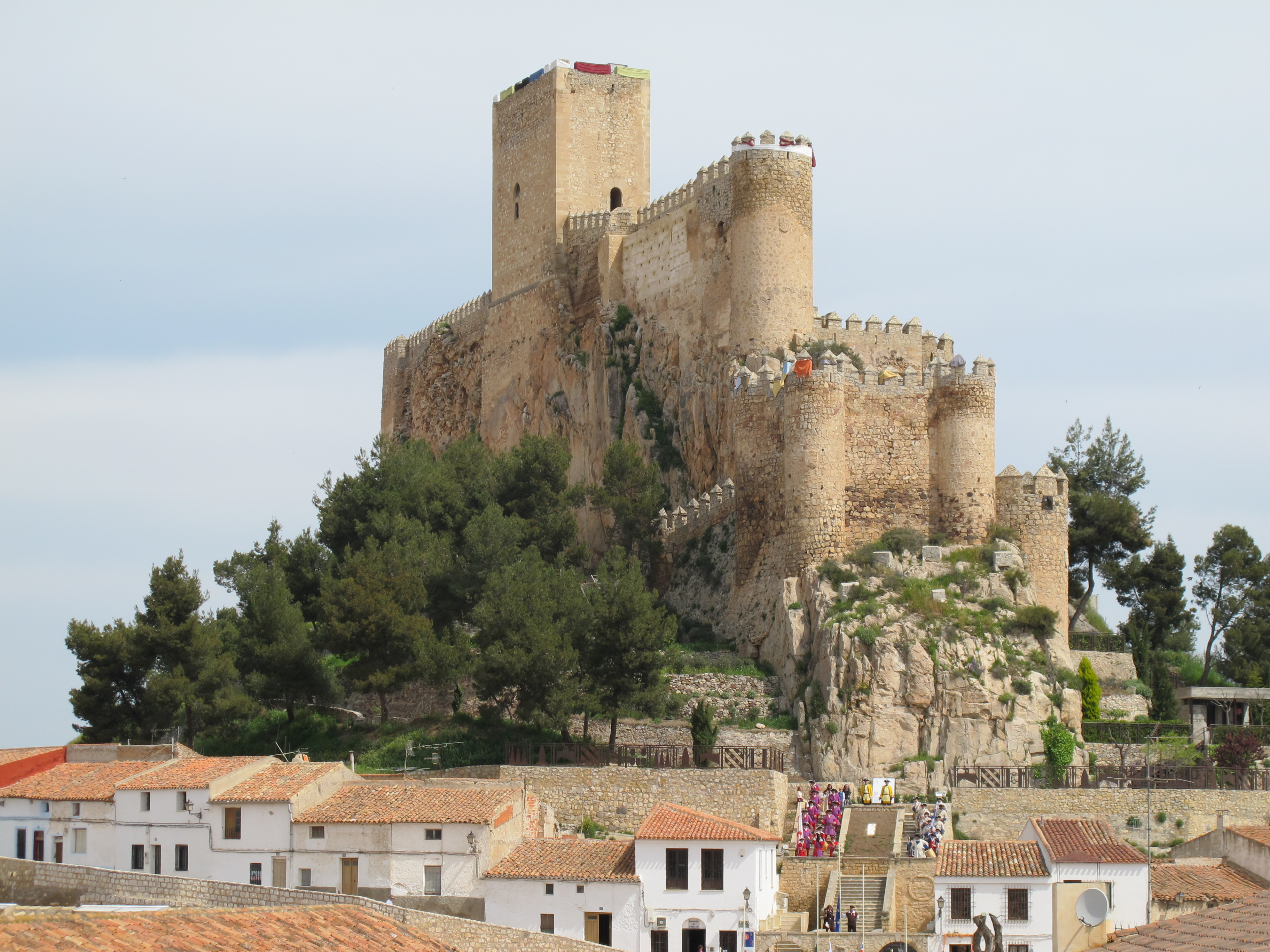

## Demografische ontwikkeling
Bron: INE; 1857-2015: volkstellingen

## Geboren in Almansa
- Santiago Bernabéu (1895-1978), president van Real Madrid CF
- José Luis Sánchez (1926-2018), beeldhouwer

Abengibre · Alatoz · Albacete · Albatana · Alborea · Alcadozo · Alcalá del Júcar · Alcaraz · Almansa · Alpera · Ayna · Balazote · Balsa de Ves · Barrax · Bienservida · Bogarra · Bonete · Carcelén · Casas de Juan Núñez · Casas de Lázaro · Casas de Ves · Casas-Ibáñez · Caudete · Cenizate · Chinchilla de Monte-Aragón · Corral-Rubio · Cotillas · El Ballestero · El Bonillo · Elche de la Sierra · Férez · Fuensanta · Fuente-Álamo · Fuentealbilla · Golosalvo · Hellín · Higueruela · Hoya-Gonzalo · Jorquera · La Gineta · La Herrera · La Recueja · La Roda · Letur · Lezuza · Liétor · Madrigueras · Mahora · Masegoso · Minaya · Molinicos · Montalvos · Montealegre del Castillo · Motilleja · Munera · Navas de Jorquera · Nerpio · Ontur · Ossa de Montiel · Paterna del Madera · Peñas de San Pedro · Peñascosa · Pétrola · Povedilla · Pozo Cañada · Pozo-Lorente · Pozohondo · Pozuelo · Riópar · Robledo · Salobre · San Pedro · Socovos · Tarazona de la Mancha · Tobarra · Valdeganga · Vianos · Villa de Ves · Villalgordo del Júcar · Villamalea · Villapalacios · Villarrobledo · Villatoya · Villavaliente · Villaverde de Guadalimar · Viveros · Yeste